# Tipula (Papuatipula) insperata
Tipula (Papuatipula) insperata is een tweevleugelige uit de familie langpootmuggen (Tipulidae). De soort komt voor in het Australaziatisch gebied.